# اسدلی، صابرآباد
اسدلی (به ترکی آذربایجانی: Əsədli) یک منطقه مسکونی در جمهوری آذربایجان است که در شهرستان صابرآباد واقع شده‌است. اسدلی ۱۴۱۹ نفر جمعیت دارد.